# 게이타이 천황
게이타이 천황(일본어: 継体天皇 게이타이 텐노[*], 450년? ~ 531년 음력 2월 7일(양력 3월 10일))은 일본의 제26대 천황(재위 : 507년 음력 2월 4일(양력 3월 3일) ~ 531년 음력 2월 7일(양력 3월 10일)이다.
패전 후인 1953년, 미즈노 유우(水野祐)는 3왕조 교체설(三王朝交替説)을 제기하여, 일본 황실이 기존의 '만세일계'의 신화와 같이 하나의 혈통이 끊어지지 않고 유지된 것이 아니라 세 번의 왕조 교체가 있었고 최종적으로 게이타이 천황을 초대로 하는 신왕조가 바로 현 황실의 직계라고 주장하였다. 그 이전의 야마토 왕권과의 혈연 관계에 대해서는 현재도 논의가 계속되고 있다.
휘는 오호도(オホド). 《일본서기(日本書紀)》에는 오오도노오키미(男大迹王), 《고사기(古事記)》는 오오도노미코토(袁本杼命)라 기록되어 있으며, 《지쿠고 국 풍토기(筑後国風土記)》 일문에는 오오도노스메라미코토(雄大迹天皇), 《조구키(上宮記, 또는 가미쓰미야노후미)》 일문에는 오오도노오키미(乎富等大公王)로 나와 있다. 또한 스다 하치만 신사(隅田八幡神社)에 소장된 인물화상경에 나오는 孚弟王(男弟王?)이 실은 게이타이 천황을 가리킨다는 설이 있다. 《일본서기》에서 히코후토노미코토(彦太尊)라고도 한다.

## 탄생 및 사망년도
- 추정 탄생년도: 《고사기》는 485년, 《일본서기》는 인교 천황(允恭天皇) 39년(450년)으로 기록되어 있다.
- 추정 사망년도: 《고사기》는 정미년 4월 9일(527년 5월 26일), 《일본서기》는 신해년 2월 7일(531년 3월 10일) 또는 갑인년(534년)이라고도 했다.

## 생애
《고사기》나 《일본서기》는 그를 오진 천황(應神天皇)의 5세 손(증손자의 손자)으로 아버지는 히코우시 왕(彦主人王)이라 되어 있다. 오미국(近江國) 다카시마노사토(高嶋鄕) 미오노(三尾野, 지금의 시가현 다카시마시 근처)에서 태어났지만, 일찍 아버지를 잃고 어머니의 고향인 에치젠국(越前國) 다카무쿠(高向, 지금의 후쿠이현 사카이시 마루오카쵸 고량)에서 자랐으며, 오오도노오키미(男大迹王)로서 5세기 말의 에치젠(오미라는 설도)을 통치하고 있었다.
《일본서기》는 부레쓰 천황(武烈天皇)이 후손도 없이 506년에 죽자 오무라지(大連)인 오토모노 가네마로(大伴金村)와 모노노베노 아라카이(物部麁鹿火), 오오미(大臣)인 고세노 오토히토(巨勢男人) 등이 협력하여, 맨먼저 주아이 천황(仲哀天皇)의 5세 손으로 단바국(丹波國)에 살고 있던 야마토히코 왕(倭彦王)을 발탁했지만, 야마토히코 왕은 맞아가려고 온 병사들을 보고 겁에 질려 산속으로 숨어버렸다. 하는 수 없이 그들은 오진 천황의 5세 손으로 에치젠에 있던 오호도 왕을 데려다, 부레쓰 천황과 혈연관계가 옅은 그를 야마토 왕권의 오키미로 추대했다. 오호도 왕도 처음에는 이를 의심하여 부하인 가와치노 우마가이노오비토 아라코(일본어: 河內馬飼首荒籠)를 시켜, 오무라지와 오오미 등의 본의를 확인하고 나서야 이를 승낙하였으며, 이듬해 58세의 나이로 가와치 국 구스바노 궁(樟葉宮)에서 즉위, 부레쓰 천황의 누나(여동생이라는 설도) 다시라카 황녀(手白香皇女)를 황후로 삼았다. 그러나 그가 야마토(大倭, 뒤의 야마토국)에 도읍을 정하게 된 것은 그가 즉위하고 20년이 지난 526년의 일이었다. 이에 대해서는 야마토 왕권 내부 또는 지역 소국간의 오키미 자리를 둘러싸고 혼란이 벌어졌으며, 야마토 왕권이 아직 규슈 북부의 호족들까지 장악할 정도로 강하지 못했음을 시사하고 있다. 그 직후 백제에서 요청한 구원군을 규슈(九州) 북부까지 보냈지만, 신라와 연계한 이와이(磐井)가 일으킨 이와이의 난이 현지에서 터진다.(이와이의 난)
531년에 마가리노오에 황자(勾大兄皇子, 안칸 천황)에게 양위(기록상 일본 역사 최초의 양위 사례)하고, 그의 즉위와 같은 날에 서거했다. 《일본서기》는 백제의 기록인 《백제본기(百濟本記)》를 인용해 「일본의 천황과 태자, 황자가 한꺼번에 죽었다(日本天皇及太子皇子 倶崩薨)」고 기록하였다. 이는 모종의 정변이 일어나 게이타이 천황 이하 여러 황족들이 살해되었을 가능성을 시사한다. 그의 사망을 《고사기》는 527년이라 적었는데, 이 경우 수도를 세운 이듬해에 게이타이 천황이 사망한 것이 된다. 사망 당시의 나이에 대해서도 《고사기》는 대략 40세, 《일본서기》는 약 80세라고 했다.

## 천황의 출자를 둘러싼 의문
《고사기》나 《일본서기》는 선대 부레쓰 천황에게 자손이 없었기에 「오진 천황의 5세 손」인 게이타이를 맞아들였고 군신의 요청으로 즉위하였다고 설명한다. 그러나 《일본서기》의 계도 가운데 한 권이 사라져 정확한 계보는 쓸 수 없으며, 게이타이의 출자를 전하는 문헌인 가마쿠라 시대(鎌倉時代)의 《조구키(上宮記)》 일문(逸文)을 통해서 겨우 상황을 짐작할 수 있다. 천황의 특수한 즉위 사정을 둘러싸고 여러 논의나 추측이 존재하고 있는데, 기존의 기록을 존중한다면 게이타이 천황을 오키미 집안의 5대 전으로 거슬러 올라가는 먼 방계로서 유력했던 왕족으로 볼 수 있겠지만, 전쟁 뒤 일본에서 자국의 역사, 특히 천황과 관련한 자유로운 연구가 활발하게 이루어지면서, 게이타이는 그 전의 오키미 집안과는 혈연이 없는 '신왕조(新王朝)'의 초대 오키미라는 설이 제기되기에 이르렀다. 이것이 미즈노 유우(水野祐)가 주장한 삼왕조교대설(三王朝交代設)이다. 이 경우 오늘날의 천황가로 이어지는 오키미의 계통은 일체의 변동이나 단절 없이 하나의 피로만 이어져 내려왔다는 이른바 '만세일계(萬世一系)'는 부정되며, 출자가 확실하지 않은 제26대 게이타이 천황에서부터 야마토 왕권의 새로운 오키미 계통이 이어진다는 이야기가 된다. 여기서 한 발짝 나아가, 게이타이 천황을 오미의 황별씨족(皇別氏族), 즉 신적강하(臣籍降下)된 왕족 오키나가(息長) 씨족 출신으로 보고 야마토 왕권을 무력으로 제압하여 왕위를 찬탈했다는 설도 제기되었다. 근래에는 5세기 야마토 왕권의 오키미의 지위란 특정 혈통으로 고착된 것이 아니었고(즉 '왕조'라 불릴 형태의 정치체제가 아니었다) 게이타이 천황 이전의 야마토 왕권이란 각각의 지역국가들의 연합이며, 그 수장인 '오키미'도 지역국가의 왕들 가운데서 때때로 선택되어 그 조상이 누구인지는 알 수 없다는 설도 나오고 있다. 다케미쓰 마코토(武光誠)는 게이타이 이전의 오키미는 복수의 유력 호족들로부터 나왔다고 주장하였으며, 또한 부레쓰 천황 등도 실재한 천황이 아니고 오진 천황의 실재 여부에 대해서도 여러 설이 있음을 지적하였다. 1982년 마유즈미 히로미치(黛弘道)가《조구키(上宮記)》의 성립 시기가 스이코 천황 때로 거슬러 올라갈 가능성이 있음을 지적하면서 방계 왕족이라는 설이 다시 지지를 모으게 되었다. 즉 《조구키(上宮記)》 일문이 실려 있는 《석일본기(釋日本紀)》에 「조구키(上宮記)기에 이르기를(上宮記曰一傳)」이라는 기술이 있지만, 《조구키(上宮記)》의 작자는 별도의 더 오래된 자료에 근거한 왕권 계보가 실려 있는 자료를 인용하고 있다는 것이다.
현재의 일본 역사학계에서는 게이타이 천황이 정말 오진 천황의 5세 손인가 하는 문제의 진위 여부를 밝히기보다도(정말 오진 천황의 자손이 맞다고 해도, 5대나 전으로 거슬러 올라가는 결코 가깝다고는 말할 수 없는 친척 관계의 거리를 메우기 위해 게이타이 천황은 굳이 오진 천황의 「직계」인 다시라카 황녀를 아내로 맞아들였다), 그가 야마토 왕권의 오키미 지위를 찬탈한 것은 아니며 야마토 왕권의 중추를 이루고 있던 호족들의 지지로 즉위했다고 보는 설이 유력하다. 또한 게이타이 천황 이후의 천황 계보에 대해 《고사기》와 《일본서기》 외에는 어떤 근거 있는 사료도 없다. 다만 미즈노 유우 등이 제창한, 게이타이 천황으로부터 '신왕조'가 시작되었다는 설을 따른다고 해도 「실존 및 계보가 분명한 기간에 한해서」라는 조건하에서조차 일본 황실의 역사는 1,500년으로 전 세계에 현존하는 왕조 가운데 가장 오래된 왕실에 해당한다. 따라서 일본 황실의 역사를 기릴 때에도 게이타이 천황의 이름은 자주 인용되고 있다.
한편 한국의 수학자 김용운(金容雲)은 게이타이 천황이 오오도노미코토(袁本杼命), 오오도노오키미(男大迹王) 또는 히코후토노미코토(彦太尊)라 불렸는데, 당대 일본어인 야마토식 이두로 읽는다면 「男大迹」는 「오오토」인데 이는 '큰 사람'이라는 뜻의 「오오토(大人)」이며 백제 문주왕(文周王)의 동생인 곤지(昆支), 즉 「큰치」와 같은 뜻이므로 곤지와 게이타이 천황은 동일 인물이라고 주장하였다.
하지만 곤지의 아들인 무령왕이 게이타이 천황을 아우님으로 칭한 쓰따하치만궁(隅田八幡宮)에서 발견된 인물화상경(人物画像鏡)이 발견됐으므로 곤지와 게이타이 천황이 동일인이라는 주장은 신빙성이 떨어진다

## 계보
《일본서기》에 의하면 게이타이 천황의 아버지는 오진 천황의 고손자 히코우시 왕(彦主人王), 어머니는 스이닌 천황(垂仁天皇)의 7세 손이라 전하는 후리히메(일본어: 振媛)이다. 하지만 《고사기》나 《일본서기》는 오진에서 게이타이 사이의 중간 4대의 계보에 대해서는 생략하고 있으며, 《석일본기(釋日本記)》에 인용된 《조구키(上宮記)》 일문을 통해 가까스로 짐작할 수 있다. 이를 따른다면 남자의 직계는 호무타와케노 오키미(일본어: 凡牟都和希王)라고도 불렸던 오진 천황에서 와카누케후타마타 왕(일본어: 若野毛二俣王) ─ 오이라쓰코(大郎子), 일명 오호도노오키미(意富富等王) ─ 오이도 왕(乎非王) ─ 우시 왕(汙斯王), 즉 히코우시 왕 그리고 오호도노오키미(乎富等大公王)라 불린 게이타이 천황으로 이어지는 것으로 여겨진다. 앞서 밝혔든 《조구키(上宮記)》 일문은 근년, 마유즈미 히로미치의 연구에 의해 스이코 천황 때의 유고일 가능성도 지적되면서 그 내용의 신빙성이나 실제 혈통에 대해서는 논의가 나뉘고 있는 등, 제기(帝紀) 원사료의 편찬(긴메이 천황 때로 추정) 무렵에는 이와 비슷한 형태의 계보 전승이 성립한 것으로 여겨진다.
천황의 황후인 다시라카 황녀는 유랴쿠 천황(雄略天皇)의 손녀이자 닌켄 천황(仁賢天皇)의 딸로, 부레쓰 천황의 누이동생(누나라고도 한다)이다. 이미 야마토로 들어오기 이전에 현지에서 여러 명의 아내를 거느리고 많은 자식을 두었음에도, 즉위한 후 게이타이 천황은 선대 오키미인 부레쓰 천황의 여동생을 정식 황후로 맞아들였다. 이것은 정략 결혼으로서 선대 천황의 여동생으로 정당한 혈통을 가진 '직계' 다시라카 황녀를 황후로 삼음으로서 부레쓰 천황계와의 융화를 도모함과 동시에, 일종의 데릴사위라는 형태로 혈통의 정당성을 과시했다고 여겨지고 있다. 또한 다시라카 황녀 사이에서 난 아들인 긴메이 천황(欽明天皇)은 게이타이 천황의 많은 아들들을 제치고 '적자(嫡子)'로서 왕위를 이어받았으며, 마찬가지로 다시라카 황녀의 자매 소생인 센카 천황(宣化天皇)의 딸 이시히메 황녀(石姬皇女)를 황후로 삼아, 그녀에게서 비다쓰 천황(敏達天皇)을 얻었다. 이것은 야마토 왕권의 '방계'라는 혈통적인 결점을 황후의 '직계' 혈통으로 보강하고자 한 것으로, 이렇게 해서 게이타이 천황과 다시라카 황녀 사이의 아들인 긴메이 천황의 혈통이 오늘날까지 이어지게 된 것이다.

### 선대
- 고조부 : 일본 제15대 오진 천황 (応神天皇, 200 - 310)
- 고조모 : 오키나가마와카나카쓰히메(息長真若中比賣, ? - ?)
  - 아버지 : 히코우시 왕(彦主人王, ? - ?)
- 어머니 : 후리히메(振媛)

### 후대
| - 장인 : 일본 제24대 닌켄 천황(仁賢天皇, 450 - 487) - 장모 : 가스가노오오이라쓰메 황녀(春日大娘, ? - ?) - 황후 : 다시라카 황녀(手白香, 489 이전 - ?) - 아들 : 일본 제29대 긴메이 천황(欽明天皇, 509 - 571) - 장인 : 오와리노무라지 구사카(尾張連草香, ? - ?) - 왕비 : 오와리노메노코히메(尾張目子媛, ? - ?) - 아들 : 일본 제27대 안칸 천황(安閑天皇, 466 - 536) - 아들 : 일본 제28대 센카 천황(宣化天皇, 467 - 539) - 장인 : 미오노쓰노오리노기미(三尾角折君, ? - ?) - 왕비 : 와카코히메(稚子媛, ? - ?) - 아들 : 오이라쓰코 황자(大郎, ? - ?) - 딸 : 이즈모 황녀(出雲, ? - ?) - 장인 : 사카다노오마타 왕(坂田大跨王, ? - ?) - 왕비 : 히로히메(広媛, ? - ?) - 딸 : 가무사키 황녀(神前, ? - ?) - 딸 : 만타 황녀(茨田, ? - ?) - 딸 : 우마구타 황녀(馬来田, ? - ?) - 장인 : 오키나가노마테노오키미(息長真手王, ? - ?) - 왕비 : 오미노이라쓰메(麻績娘子, ? - ?) - 딸 : 사사게 황녀(荳角, ? - ?) - 장인 : 마무타노무라지 고모치(茨田連小望, ? - ?) - 왕비 : 세키히메(関媛, ? - ?) - 딸 : 마무타노오오이라쓰메노 황녀(茨田大娘, ? - ?) - 딸 : 시라사카노이쿠히히메노 황녀(白坂活日姫, ? - ?) - 딸 : 오노노와카이라쓰메 황녀(小野稚娘, ? - ?) | - 장인 : 미오노기미 가타히(三尾君堅楲, ? - ?) - 왕비 : 야마토히메(倭媛) - 딸 : 오이라쓰메 황녀(大郎子, ? - ?) - 아들 : 마로코 황자(椀子, ? - ?) - 아들 : 미미 황자(耳, ? - ?) - 딸 : 아카히메 황녀(赤姬, ? - ?) - 장인 : 와니노오미 가와치(和珥臣河内, ? - ?) - 왕비 : 하에히메(荑媛, ? - ?) - 딸 : 와카야히메 황녀(稚綾姬, ? - ?) - 딸 : 쓰부라노이라쓰메 황녀(円娘, ? - ?) - 아들 : 아츠 황자(厚, ? - ?) - 장인 : 네 왕(根王, ? - ?) - 왕비 : 히로히메(広媛, ? - ?) - 아들 : 우사기 황자(菟, ? - ?) - 아들 : 나카쓰 황자(中, ? - ?) |

## 가설

### 인물화상경
스다 하치만 신사(隅田八幡神社)에 소장된 일본의 국보 「인물화상경(人物畵像鏡)」의 명문에는 『계미년 8월 10일에 남제왕(男弟王, 일본어 발음은 오호도노오키미)이 오시사카노미야(意柴沙加宮)에 있어, 사마(斯麻, 일본어 발음은 시마)는 장수를 기원하며 가와치노아타이(開中費直), 예인(穢人) 금주리(今州利) 이렇게 두 사람을 보내어 상질의 백동 2백 한을 가져다 이 거울을 만든다(癸未年八月日十大王年男弟王在意柴沙加宮時斯麻念長壽遣開中費直穢人今州利二人等取白上同二百旱作此竟)』는 기록이 있다. 명문의 판독과 해석에 대해서는 여러 설이 있다.
스다 하치만 신사(隅田八幡神社)는 859년에 설립되었는데, 인물화상경(人物畵像鏡)의 출토 장소나 연대는 밝혀지지 않았으며 명문에 나온 「계미년」에 대해서도 443년설과 503년설 등 논쟁이 있다. 503년설의 경우 「오오도 왕(男弟王)」을 오호도노오키미(男大迹王)으로 해석하면 게이타이 천황은 명문에 적힌 부레쓰 천황 5년 8월 10일(양력 503년 9월 18일)의 시점에는 야마토의 오시사카노미야(意柴沙加宮, 忍坂宮)에 있었다는 가설이 성립되는데, 이 설이 옳다면 게이타이 천황은 기나이(畿內) 세력의 저항 때문에 오랫동안 나라 분지(야마토)에 들어가지 못했다는 설은 무너지게 된다.
또한 계미년을 503년으로 보는 설에서는 거울을 만들게 하고 오호도 왕(게이타이 천황)의 장수를 기원한 「사마(斯麻, 일본어 발음은 시마)」란 당시 왜국과 동맹관계에 있던 백제의 무령왕(武寧王)으로 해석하고 있다(무령왕의 본명은 사마(斯麻)로 생전에는 사마왕(斯麻王)이라 불렸다). 한국에서는 거울에 해석된 글자 그대로 '男弟王'을 '남동생 왕'이라는 뜻으로 해석하여 명문의 주인인 오호도노오키미 즉 게이타이 천황은 백제의 무령왕으로부터 '남동생 왕(男弟王, 오호도노오키미)'으로 불렸다고 본다. 이는 당시의 백제와 왜국의 역학관계를 보여주는 동시에 백제 왕실과 왜국(일본) 왕실의 혈연을 입증하는 한 근거로서 제시되고 있기도 하다.
《고사기》에 보이는 왕명 「오호도(일본어: 袁本杼)」와 거울 속 명문에 새겨진 「오호도(일본어: 男弟)」는 6세기 초두에는 실제로 발음이 차이가 났으므로 거울에 새겨진 「오호도(일본어: 男弟)」는 게이타이 천황을 가리키지 않는다고 해석하는 설도 있다.

### 게이타이 · 긴메이 내란설
게이타이 천황에서 긴메이 천황에 이르는 시기의 역사를 기록한 문헌 자료에 존재하는 부자연스러운 점을 들어, 6세기 전반의 게이타이 천황의 죽음과 그 후 황위계승을 둘러싸고 일본 내에서 내란이 발생했다고 추정하기도 한다. 난이 일어난 시기는 《일본서기》에서 게이타이 천황이 사망했다는 신해년(서기 531년)으로 비정되며, 간지를 따서 신해의 변(辛亥の變)이라고 부르기도 한다.
우선 《일본서기》에는 게이타이 천황의 사망년도에 대해서 백제측의 자료인 《백제본기》의 설을 채용하여 신해년(531년)으로 비정하는 한편으로, 갑인년(534년)이라는 설도 싣고 있는데, 이 갑인년은 게이타이 천황의 다음으로 즉위한 안칸 천황의 즉위년으로, 이것은 게이타이 천황 사후 안칸 천황의 즉위에 이르기까지 2년 동안 오키미의 자리는 비어 있었다고도 해석할 수 있다. 그런데 여기에는 몇 가지의 의문점이 제기되는데,
1. 《백제본기》의 신해년 기사는 "일본의 천황 및 태자 ・ 황자들이 모두 죽었다"고 전하고 있다.
2. 《상궁성덕법왕제설(上宮聖德法王帝說)》 ・ 《겐코지가람연기(元興寺伽藍緣起》에는 긴메이 천황이 즉위한 해를 신해년(531년)으로 적고 있어, 마치 게이타이 천황의 바로 다음이 긴메이 천황인 것처럼 풀어나가고 있다(《일본서기》에는 게이타이 천황과 긴메이 천황 사이에 안칸, 센카 두 천황이 존재했다).
3. 《고사기》에는 게이타이 천황이 《일본서기》에서 언급한 신해년보다 4년 전인 정미년(527년)에 붕어하였다고 적고 있다.

등이다.
이러한 모순을 해석하는 방법에 대하여 일본에서는 메이지 시대에 기년론이 주목받은 이래로 줄곧 논의 대상이 되어왔다. 가장 먼저 등장한 설은 게이타이 천황의 죽음은 정미년(527년)에 있었고 긴메이 천황의 즉위는 신해년(531년)에 있었던 일로 보아, 그 사이의 4년을 안칸 천황과 센카 천황의 재위 기간으로 상정하는 설인데, 이 설은 《고사기》와 《일본서기》가 모두 안칸 천황의 사망을 똑같이 을묘년(535년)으로 가리키고 있다는 점에서 모순이 생긴다(다만 이것을 정확한 사료에 근거한 연차로 볼지 사료 자체에 결함이 있다고 봐야 할지에 대해서는 논의 여지가 있다). 쇼와 시대에 이르러 기타 사다키치(喜田貞吉)는 《백제본기》가 말한 신해년(531년)에 왜국에는 뭔가 중대한 정치 위기가 발생했으며, 그 결과로 게이타이 천황 사후 야마토 조정(야마토 왕권)은 지방 호족의 딸인 오와리노 메코히메(尾張目子媛) 소생의 안칸－센카계와, 닌켄 천황의 황녀인 다시라카 황녀 소생의 긴메이계가 서로 갈라져 '두 개의 조정'이 서로 병립하고 있었을 것이라고 시사했고, 패전 뒤 하야시야 진사부로(林屋辰三郞)가 이를 계승하여, 게이타이 천황 말기에 한반도의 정세와도 관련된 대립에서 비롯된 혼란(이와이의 난) 등이 발생했고, 게이타이 천황 사후 '두 개의 조정'이 병립한다는, 그리고 이에 수반한 전국적인 내란이 발생했다고 주장하였다. 그리고 《일본서기》는 이러한 사실을 숨기기 위해 마치 배다른 형제가 나이 순서에 따라 즉위한 것처럼 기록해 놓았다는 것이다.
하지만 일단 이러한 사실을 전한 《백제본기》가 현존하지 않는다는 점에서 그 기술에 대한 검증이 곤란하다는 어려움이 따른다. 나아가 이 책은 백제에 관련된(백제인들에 의해 서술된) 사료라는 점에서 왜국(일본) 관계 기사를 전면적으로 신용하는 것에 대한 의문을 제기하는 견해도 있다. 《백제본기》의 말처럼 신해년에 '일본의 천황 및 태자와 황자'가 사망했다는 것이 사실이라고 해도 여기서 말한 것이 정말 게이타이 천황이냐 아니냐에 대해서는 명확하지 못한 것이다(만약 안칸 천황의 사망년도가 틀렸다는 견해를 세울 경우 신해년을 센카 천황이 죽고 긴메이 천황이 즉위한 해로도 볼 수 있는 것이다). 따라서 '두 개의 조정이 병립'하는 내란 같은 사태는 발생하지 않았고, 이 시기의 왕위 계승은 게이타이 천황의 사망 이후 그 후사였던 안칸 천황과 센카 천황이 자연스러운 이유로 해서 짧은 기간 동안에 사망하는 바람에 결과적으로 게이타이→안칸→센카→긴메이로 이어지게 되었다는 《일본서기》 기술을 따라야 한다는 학설도 유력하다.
'두 개의 조정이 병립'했다고 보는 학자들조차 하야시야의 학설을 부정하는 사람들이 존재한다. 예를 들어 하야시야는 긴메이 천황의 배후에는 천황과 혼인 관계였던 소가 씨(蘇我氏)가, 안칸 ・ 센카 천황의 배후에는 (이 시기에 쇠퇴한) 오오토모 씨(大伴氏)가 있었다고 해석하는데, 이러한 배후관계를 서로 바꾸어 파악하는 설이 있는가 하면 게이타이 천황과 그 후사를 지지하는 지방 호족, 그리고 옛 왕통(부레쓰 천황 이전의 오키미)의 피를 이어받은 긴메이 천황을 지지하며 반격을 준비하던 야마토 호족과 그들 사이의 대립을 주장하는 설, 오미(臣)의 가바네(姓)를 가진 호족과 무라지(連)의 가바네를 가진 호족 사이의 대립으로 보는 설도 있다.
게이타이 천황에서 긴메이 천황에 걸치는 시대, 왜국에서는 백제로부터의 불교 전래나 미야케(屯倉) 설치, 제기(帝紀) ・ 구사(舊辭) 등 기록물 편찬, 화풍 시호(和風諡號)의 도입, 무사시노 구니노미야쓰코(武蔵國造)의 난 등, 향후 일본의 역사 전개와 관련한 중대한 사건이 잇따랐던 이 시기에 과연 '두 개의 조정'이 병립하고 있었는가, 두 개의 조정이 서로 내란을 벌였는가에 대한 진위 문제는 이 시기에 있었던 일본 역사의 중대한 변화들에 대한 해석에도 적잖이 영향을 주는 것으로 여겨진다.

## 묘소
천황의 무덤은 미시마노아이노 능(일본어: 三島藍野陵)에 마련되었다. 일본 궁내청(宮內廳)은 지금의 일본 오사카부(大阪府) 이바라키시(茨木市) 오오타 산쵸메(太田三丁目)에 소재한 길이 227m의 전방후원분(前方後円墳) 오오타 챠우스야마 고분(太田茶臼山古墳)을 이 미시마노아이노 능으로 비정하고 있지만, 실제 무덤의 축조 시기는 게이타이 천황의 시대보다 앞선 5세기 중순으로 여겨진다.
최근 같은 오사카 부의 다카쓰키시(高槻市) 군게신마치(郡家新町)에 소재한 길이 190m의 전방후원분 이마키즈카 고분(今城塚古墳)에서 중국 진나라의 병마용(兵馬俑)을 닮은 하니와(埴輪)들이 많이 발견되었다. 1997년부터 매년 다카쓰키 시립 매장문화재 조사센터가 이마키즈카 고분을 찾아 발굴조사를 실시했는데, 이중의 해자를 나눈 제방에서 발견된 하니와는 출토된 양이나 크기가 일본 최대의 것이다. 하니와 제사구(祭祀区)는 동서 62-65m、남북 약 6m의 넓이로, 주택 모양이 15점, 목책 모양이 25점, 덮개 모양이 4점, 다치(大刀) 모양이 14점, 방패 모양이 1점, 유키(靱) 모양이 1점, 무인형(武人形) 2점, 매잡이 모양이 2점, 역사(力士) 모양이 2점, 관모를 쓴 남자 모양의 1점, 앉은 자세의 남자 모양 4점, 미코(巫女) 모양의 7점, 다리 넷 달린 동물(말 같은) 형태의 18점, 닭 모양이 4점, 물새 모양의 13점으로 모두 113점 이상이 발굴되었으며, 특히 주택형 토용은 높이가 170cm에 달하는 것도 있으며, 이리모야(入母屋) 구조로 일본의 신사 건축에서 지붕을 장식하는 가쓰오키(鰹木), 지기(千木), 높은 상(床)의 둥근 기둥도 표현되어 있는 것으로 보아 신사 건물을 표현한 것으로 보인다.

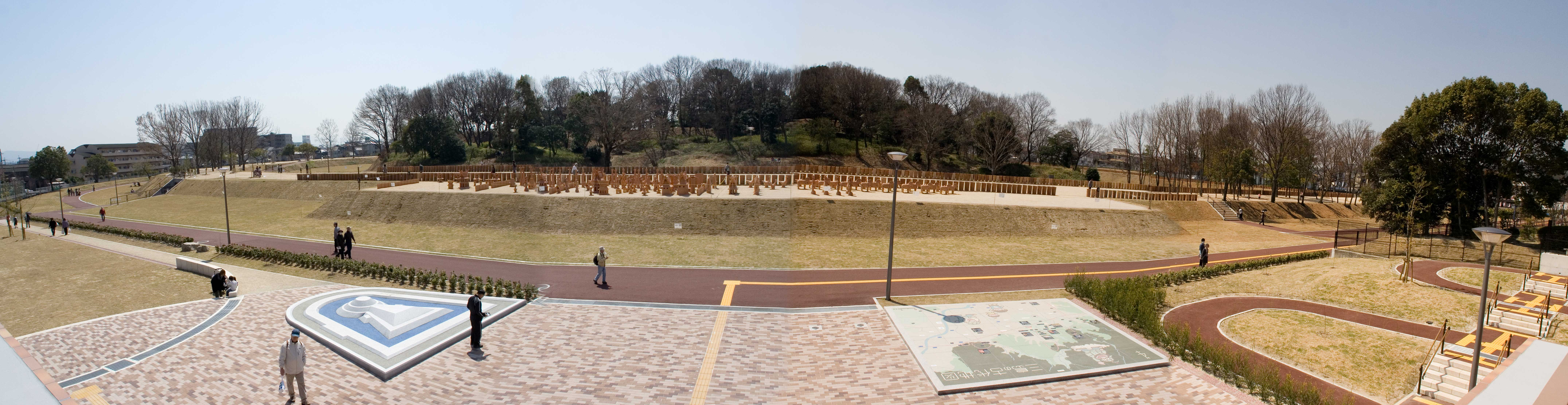
사적공원으로 정비된 이마키즈카 고분 공원 사진.

이마키즈카 고분은 오오타 챠우스야마 고분에서 동쪽으로 1.3 km 되는 거리에 있다. 옛 셋쓰 국(攝津國) 북부의 미시마 평야(三島平野) 한복판에 위치해 있으며 미시마노 고분군(三島野古墳群)에 속해 있는 전방후원분으로 요도 강(淀川) 유역에서는 가장 큰 분묘이다. 무덤 주위로 이중의 해자가 둘러쳐져 있으며, 이 해자를 포함한 무덤 권역은 340×350m의 범종 형태의 구획을 나타내고 있다. 무덤은 심하게 황폐해져 있었는데, 한때는 오다 노부나가(織田信長)가 미요시(三好) 집안을 공격했던 에이로쿠(永祿) 11년(1568년)의 셋쓰(攝津) 침공에 즈음해 성채로 쓰였기 때문으로 여겨졌으나, 발굴 조사 결과 게이초(慶長) 원년(1596년)에 있었던 후시미 대지진(伏見大地震)으로 인한 붕괴 때문이라는 견해가 설득력을 얻고 있다. 무덤의 형상이나 출토된 등의 연대적 특징, 또 《고사기》와 《일본서기》, 《엔기시키(延喜式)》 등 문헌 자료의 검토를 통해, 6세기 전반에 지어진 것으로 6세기 야마토 정권의 오키미의 무덤으로 추정된 이 고분이 진정한 게이타이 천황의 능이라고 보는 것이 오늘날에는 정설로 되어 있다(또한 하니와를 만들었던 공방터로 여겨지는 니이케新池 유적과도 깊은 관련성이 지적된다). 이미 임시능묘조사위원회(1935년~1944년)에서도 이 고분을 "능묘 참고지로 편입할 것"을 요청하는 답신을 보냈지만, 궁내청은 이마키즈카 고분의 능묘 참고지 지정에 대해서는 현재까지도 난색을 보이며, 천황의 능묘에는 일반인의 출입이 통제되는 일본 궁내청의 규정에도 구애받지 않고 현재 이마키즈카 고분에는 일반 시민들도 자유롭게 들어갈 수 있으며, 무덤은 주민들의 산책로가 조성되어 있다.
다카쓰키 시에서는 이마키즈카 고분의 사적 공원 정비를 목표로 1997년 이후 지속적으로 그것을 위한 정보를 얻기 위한 발굴조사를 실시해 왔으며, 7개년에 걸친 복원정비 사업이 2011년 3월에 완료되고 4월 1일에 다카쓰키 시 교육위원회는 이마키즈카 고분을 사적 공원으로 정비하고 하니와 제사 장소 등의 발굴 조사 위치에는 하니와의 레플리카가 놓였으며, 가까운 이마키즈카 고대역사관(今城塚古代歷史館)에서 이 일본 최대급의 주택 형태의 하니와들이 손에 닿을 수 있을 정도의 위치에 복원전시되고 있다. 무덤을 둘러싼 해자는 현재 낚시는 금지되어 있지만, 공원으로 조성되기 전에는 낚시장으로 쓰이기도 했다.
이러한 오키미의 무덤이 6세기에 이르러 기나이 북부의 요도 강 수계에 처음 출현한다는 것은, 여태껏 남부 야마토 강 수계의 야마토 · 가와치에 있던 세력에서 왕권의 주도권이 바뀌었음을 의미한다고도 볼 수 있다.

## 같이 보기
- 일본 천황